# Liga Desportiva de Maputo
La Liga Desportiva de Maputo è una società calcistica mozambicana con sede nella città di Maputo. Milita nella Moçambola, la massima divisione del campionato mozambicano.

## Storia
Il club fu fondato l'8 novembre 1990 a Maputo con il nome di Liga Desportiva Muçulmana de Maputo. Il 19 luglio 2014, il club ha cambiato denominazione in Liga Desportiva de Maputo.

## Palmarès

### Competizioni nazionali
- Campionato mozambicano: 4

2010, 2011, 2013, 2014
- Taça de Moçambique: 2

2012, 2015